# Léonel de Moustier (1817-1869)
Léonel markies de Moustier (Parijs, 23 augustus 1817 - aldaar, 5 februari 1869) was een Frans diplomaat en politicus ten tijde van het Tweede Franse Keizerrijk.

## Biografie

### Afkomst en studies

Wapenschild van de familie de Moustier.

Léonel markies de Moustier werd geboren als zoon van Clément-Édouard de Moustier, die de Franse ambassadeur is geweest in Bern en Madrid, en die tevens volksvertegenwoordiger was en werd onderscheiden met de titel van commandeur in het Legioen van Eer.
Léonel studeerde in de letteren en in de rechten in Parijs, aanvankelijk aan het Stanislascollege en nadien aan de Universiteit van Parijs. Nadien huwde hij in Brussel, in 1843, met Françoise-Ghislaine de Mérode, afstammelinge van de Belgische adellijke familie de Merode.
Zijn zoon René de Moustier, zijn kleinzoon met dezelfde naam Léonel de Moustier (overleden in het Duits concentratiekamp Neuengamme in 1945) en zijn achterkleinzoon Roland de Moustier waren later tevens politiek actief op nationaal niveau.

### Vroege politieke carrière
In 1848 werd hij verkozen in de departementsraad van Doubs, het departement waarvan zijn familie afkomstig is. Moustier stond in de departementsraad zeer fel gekeerd tegen de revolutionaire republikeinen, die aan de basis lagen van de Juni-oproer op verschillende plaatsen in Frankrijk in dat jaar. Hij onderscheidde zich in de departementsraad met zijn voorstel om de departementsraad van rechtswege bijeen te laten komen indien het parlement geen zitting hield of ontbonden was. Alle parlementaire bevoegdheden zouden dan toekomen aan de departementsraden, die op hun beurt de nodige maatregelen konden nemen om de orde te handhaven.
Bij de parlementsverkiezingen van 1849 werd Moustier tot volksvertegenwoordiger gekozen op de katholieke lijst van Charles de Montalembert. Hij maakte in het parlement deel uit van de Ordepartij (Parti de l'Ordre).
Net als Montalembert steunde ook Moustier de staatsgreep van 2 december 1851 door Lodewijk-Napoleon Bonaparte, de latere keizer Napoleon III. In tegenstelling tot Montalembert, die later in de oppositie tegen Napoleon III terechtkwam, bleef Moustier het keizerlijk regime steunen.

### Ambassadeur
In maart 1853 benoemde minister van Buitenlandse Zaken Édouard Drouyn de Lhuys hem tot gevolmachtigd minister in Berlijn. In de context van de Krimoorlog probeerde hij de aanhangers van het Keizerrijk Rusland (de Franse vijand) op een afstand te houden binnen het koninklijke hof van de familie Hohenzollern. Door middel van spionage wist hij bovendien strategische informatie verwerven over de zwakke punten in het fort van Sebastopol, een stad die in die tijd werd belegerd door de Fransen en de Britten.
In 1859 werd Moustier de Franse ambassadeur in Wenen, ten tijde van de ondertekening op 11 juli 1859 van de Wapenstilstand van Villafranca door overwinnaars Frankrijk en Piëmont-Sardinië en verliezer Oostenrijk. Hierdoor kwam er een einde aan de Tweede Italiaanse Onafhankelijkheidsoorlog. Als ambassadeur diende Moustier de band tussen Frankrijk en Oostenrijk herstellen, nadat die zwaar onder druk kwam te staan door deze oorlog tussen beide landen. Hoewel hij eerder terughoudend stond tegenover het Italiëbeleid van Napoleon III, diende Moustier erover te waken dat Oostenrijk geen nieuwe militaire interventie op het Italiaanse schiereiland zou opzetten, die het proces van de Risorgimento, de Italiaanse eenwording, zou verstoren.
In 1861 werd Moustier vervolgens de Franse ambassadeur in Istanboel. Het Ottomaanse Rijk had in die periode te kampen met crises in Servië, Montenegro en Roemenië, terwijl de zwakke periode die het Russische Keizerrijk doormaakte na de Krimoorlog voorbij leek te zijn. In deze omstandigheden wist Moustier met zijn tussenkomsten het ontstaan van nieuwe lokale crises in het Ottomaanse Rijk te voorkomen. Hij was tevens een voorstander van de Tanzimaat, een golf van grote hervormingen binnen het Ottomaanse Rijk die leidde tot meer vrijheden voor de lokale christenen en de buitenlanders en een modernisering van het staatsapparaat. Ook steunde hij Ferdinand de Lesseps bij de aanleg van het Suezkanaal.

### Minister van Buitenlandse Zaken

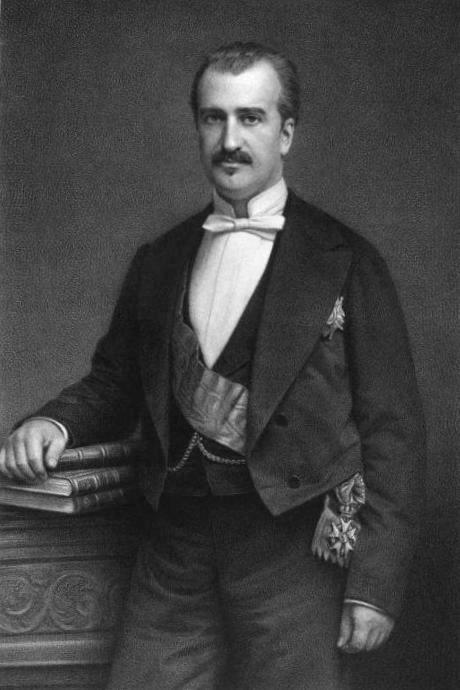

Na het ontslag van Édouard Drouyn de Lhuys volgde Moustier hem in de regering-Bonaparte III op als minister van Buitenlandse Zaken op 2 oktober 1866, nadat eerder Charles de La Valette deze functie ad interim had waargenomen. De grote gebeurtenissen tijdens zijn ministerschap waren de Luxemburgse kwestie, de terugtrekking van de Franse troepen in Mexico, met de val van het Tweede Mexicaanse Keizerrijk en de moord op keizer Maximiliaan van Oostenrijk tot gevolg, en de Romeinse kwestie.

#### Luxemburgse kwestie
Minister van Staat Eugène Rouher en keizer Napoleon III besloten om een neutraal standpunt in te nemen in de Oostenrijks-Pruisische Oorlog van 1866, in de hoop op gebiedsuitbreidingen voor Frankrijk rond de Rijn. Na de Pruisische overwinning in deze oorlog verklaarde de Pruisische kanselier Otto von Bismarck echter dat er geen sprake kon zijn van Franse gebiedsuitbreidingen op Duits grondgebied. In de periode dat Moustier zijn intrek nam in het Quai d'Orsay, de zetel van het Franse ministerie van Buitenlandse Zaken, startte de onderhandelingen tussen Napoleon III en Willem III der Nederlanden over de Franse aankoop van het Groothertogdom Luxemburg. Tezelfdertijd was Pruisen echter een grote mogendheid geworden, na de overwinning op de Oostenrijkers en de oprichting van de Noord-Duitse Bond die daarop volgde. Bismarck beschouwde Luxemburg als Duits grondgebied, waarop Frankrijk geen aanspraken kon laten gelden. Deze spanning zette de Nederlandse koning Willem III ertoe aan om af te zien van de verkoop van Luxemburg. Dit diplomatiek conflict werd naderhand opgelost in het Verdrag van Londen van 1867. Hierbij werd afgesproken dat Frankrijk Luxemburg niet zou verwerven, maar dat het een neutrale staat zou worden. Bovendien werden de forten rond Luxemburg ontmanteld en verliet het Pruisische garnizoen dat er was ingekwartierd het Groothertogdom.

#### Terugtrekking uit Mexico
In Mexico verzeilde de door Frankrijk gesteunde (marionetten)keizer Maximiliaan van Mexico in een steeds meer benarde situatie. Het verzet tegen dit keizerlijke regime door Benito Juárez nam enkel maar toe. Vanaf begin 1866 controleerden de liberalen van Juárez een meerderheid van het Mexicaanse grondgebied. Bovendien eiste de naburige Verenigde Staten, waar op dat moment zelf de Amerikaanse Burgeroorlog woedde, de terugtrekking van iedere buitenlandse aanwezigheid uit Mexico en steunden zij de rebellen van Juárez, die Amerikaanse wapens, munitie en ander oorlogsmateriaal kregen toegestopt. In deze omstandigheden diende Moustier te onderhandelen over het vertrek van de Franse troepen op zodanige wijze dat het keizer Maximiliaan zou ontzien en dat de voortijdige terugtrekking niet zou uitmonden in een militaire catastrofe. In februari 1867 verlieten de laatste Franse troepen Mexico. Keizer Maximiliaan besloot te blijven, werd gevangengenomen en enkele maanden later gefusilleerd.

#### Romeinse kwestie

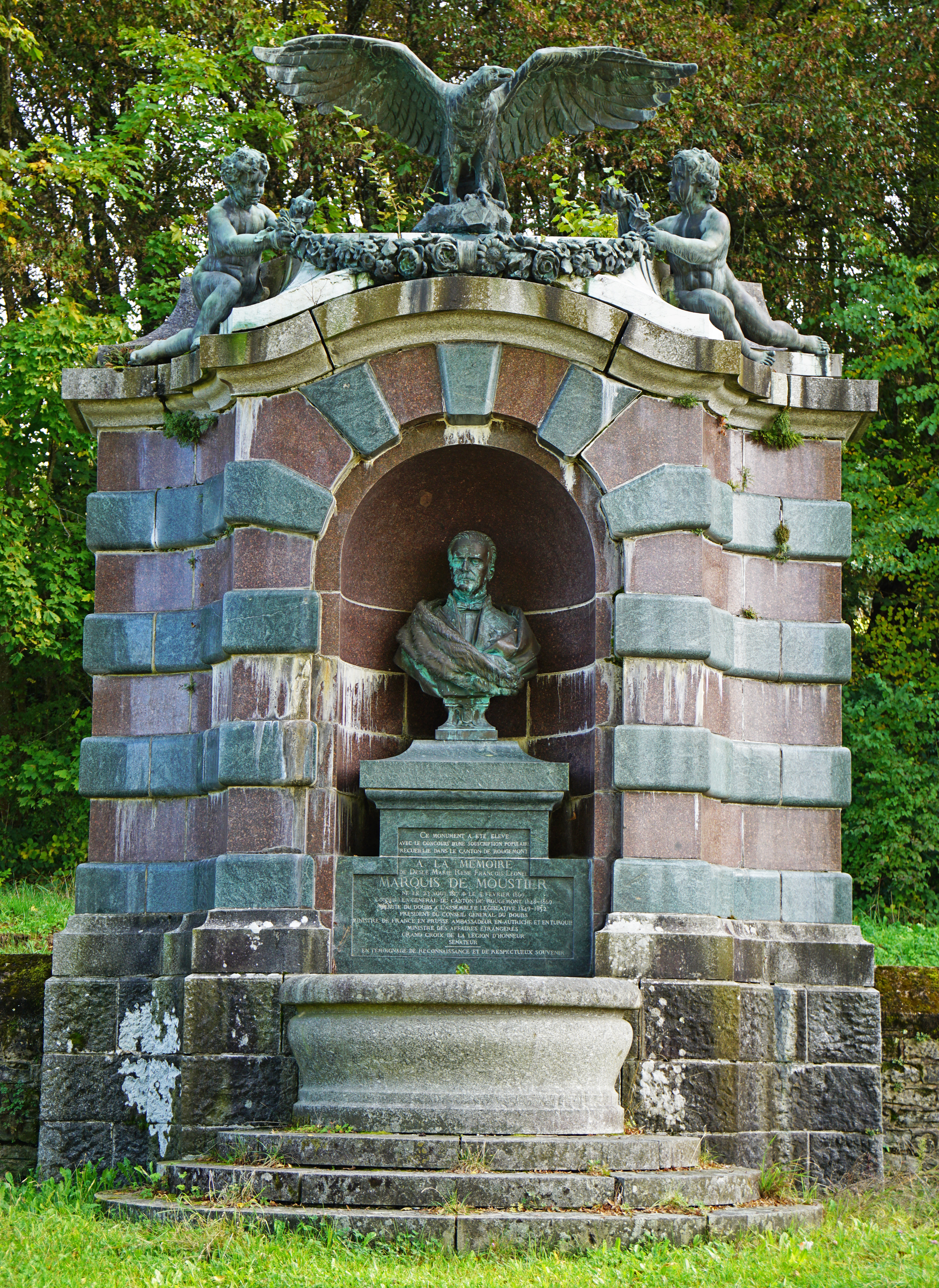
Monument ter nagedachtenis van Léonel de Moustier in de Franse gemeente Cubry, in het departement Doubs.

Op het Italiaanse schiereiland was Frankrijk ondertussen de enige garant geworden van de territoriale integriteit van de Kerkelijke Staat. Het Koninkrijk Italië strekte zich ondertussen uit over het ganse schiereiland, met uitzondering van de streek Latium. Het koninkrijk wilde echter Rome, gelegen in de Kerkelijke Staat, als hoofdstad. Teneinde een nieuwe oorlog in Italië te vermijden, onderhandelden de Fransen een akkoord met de Italiaanse regering in Firenze. Hierbij werd afgesproken dat er geen oorlog zou worden gevoerd tegen de Kerkelijke Staat in ruil voor de terugtrekking van de Franse troepen die sinds 1849 waren gestationeerd in Civitavecchia. Later zouden onderhandelingen tussen de Italianen en de Kerkelijke Staat vastlopen op financiële aangelegenheden, waardoor Moustier besloot tot een stroomversnelling door persoonlijk te gaan onderhandelen, wat alsnog leidde tot een akkoord omtrent de financiële situatie. De beloofde Franse terugtrekking vond plaats in december 1866. Enige tijd later schond de Italiaanse regering van premier Urbano Rattazzi echter het akkoord en liet het toe dat de Kerkelijke Staat werd aangevallen door troepen onder leiding van Giuseppe Garibaldi. In de hoop na de Luxemburgse kwestie een nieuwe Franse vernedering te vermijden, stuurde Frankrijk een expeditiekorps naar de Kerkelijke Staat, waarbij op 3 november 1869 de Franse en Pauselijke troepen de troepen van Garibaldi een nederlaag bezorgden in de Slag bij Mentana. Met de inname van Rome op 20 september 1870 kwam er enkele jaren later alsnog een einde aan de Kerkelijke Staat, die meer dan 1000 jaar had bestaan.

### Senator
Op 17 december 1868 nam Moustier om gezondheidsredenen ontslag als minister van Buitenlandse Zaken. Op dezelfde dag werd hij door keizer Napoleon III benoemd tot senator. Vanwege zijn slechte gezondheidstoestand zou hij nooit werkelijk zetelen in de Senaat, daar hij reeds enkele maanden na zijn benoeming overleed, op 5 februari 1869.

## Onderscheidingen
Moustier werd onderscheiden met volgende onderscheidingen:
- grootkruis in het Legioen van Eer (1867);
- grootkruis in de Leopoldsorde (België);
- grootkruis in de Orde van de Zwarte Adelaar (Pruisen);
- medaille eerste klasse in de Orde van de Rode Adelaar (Pruisen);
- grootkruis in de Orde van de Heilige Stefanus (Hongarije);
- grootkruis in de Orde van Mejidie (Ottomaanse Rijk);
- grootkruis in de Orde van de Serafijnen (Zweden);
- grootkruis in de Saksisch-Ernestijnse Huisorde;
- grootkruis in de Orde van de Verlosser (Griekenland);
- grootkruis in de Orde van de Toren en het Zwaard (Portugal);
- in de Orde van Pius.